# Centro de Estudiantes de Derecho de la Universidad Católica Argentina
El Centro de Estudiantes de Derecho de la Universidad Católica Argentina (también conocido como Centro de Estudiantes de Derecho UCA o CEDUCA), es una asociación política apartidaria que agremia a los alumnos de la carrera de abogacía de la Facultad de Derecho de la Universidad Católica Argentina.
Fundado en 1962, es el primer centro de estudiantes de esa casa de altos estudios y, estando reconocido oficialmente por la universidad, goza de personería jurídica en virtud de la Ley de Educación Superior de la República Argentina.
Integrado por estudiantes de Derecho, está gobernado por un órgano colegiado que se encuentra conformado por un Presidente, Vicepresidente, Secretario General, Tesorero y dos Vocales. Asimismo, cuenta con Secretarías destinadas a la consecución de diversos objetivos.

## Función
La función específica del Centro de Estudiantes es la de representar a los alumnos ante la Comisión Directiva y el Consejo de Representantes de la Federación y ante las autoridades de la Facultad de Derecho.
Además, tiene entre sus finalidades promover la integración de sus miembros con las autoridades, profesores y alumnos entre sí, fomentar entre sus miembros el espíritu crítico y los hábitos de investigación y consagración al estudio, y desarrollar y promover actividades de orden científico, de extensión universitaria, culturales y sociales, que contribuyan al desarrollo integral y a la promoción de la responsabilidad social entre sus miembros.

## Gobierno y administración
Está gobernado por un órgano gubernamental colegiado, la Comisión Directiva, cuyas autoridades son elegidas anualmente por el voto directo y voluntario de los alumnos regulares de la facultad. Además posee un órgano de contralor, el Tribunal Disciplinario cuyos integrantes son elegidos de igual modo y en simultáneo con las elecciones de autoridades de la Comisión Directiva.
La Comisión Directiva está encargada de establecer y llevar adelante un plan anual de gestión. Asimismo, debe convocar las sesiones mensuales de la Comisión Directiva debiendo presidirlas.
Distintas personalidades reconocidas del sector público y privado fueron parte de los órganos de gobierno del CEDUCA durante su etapa universitaria. Entre ellos se puede mencionar al Consejero de la Magistratura y ex y vicepresidente de la Legislatura de la Ciudad Autónoma de Buenos Aires Francisco Quintana; el ex Gobernador de Neuquén Jorge Sapag; el empresario de medios Daniel Hadad, el juez y vicedecano de la Facultad de Derecho de la Universidad Nacional del Sur Eduardo A. d'Empaire, el otrora candidato a intendente de Malvinas Argentinas y exdirector de Juventud de la Provincia de Buenos Aires Alberto Czernikowski, el ex director general de Reforma Política de la Legislatura de la Ciudad de Buenos Aires Guillermo Chas, el concejal de Florencio Varela Pablo Alaniz, y el Secretario Legal y Técnico de la Provincia de Buenos Aires, José Grippo.

## Actualidad

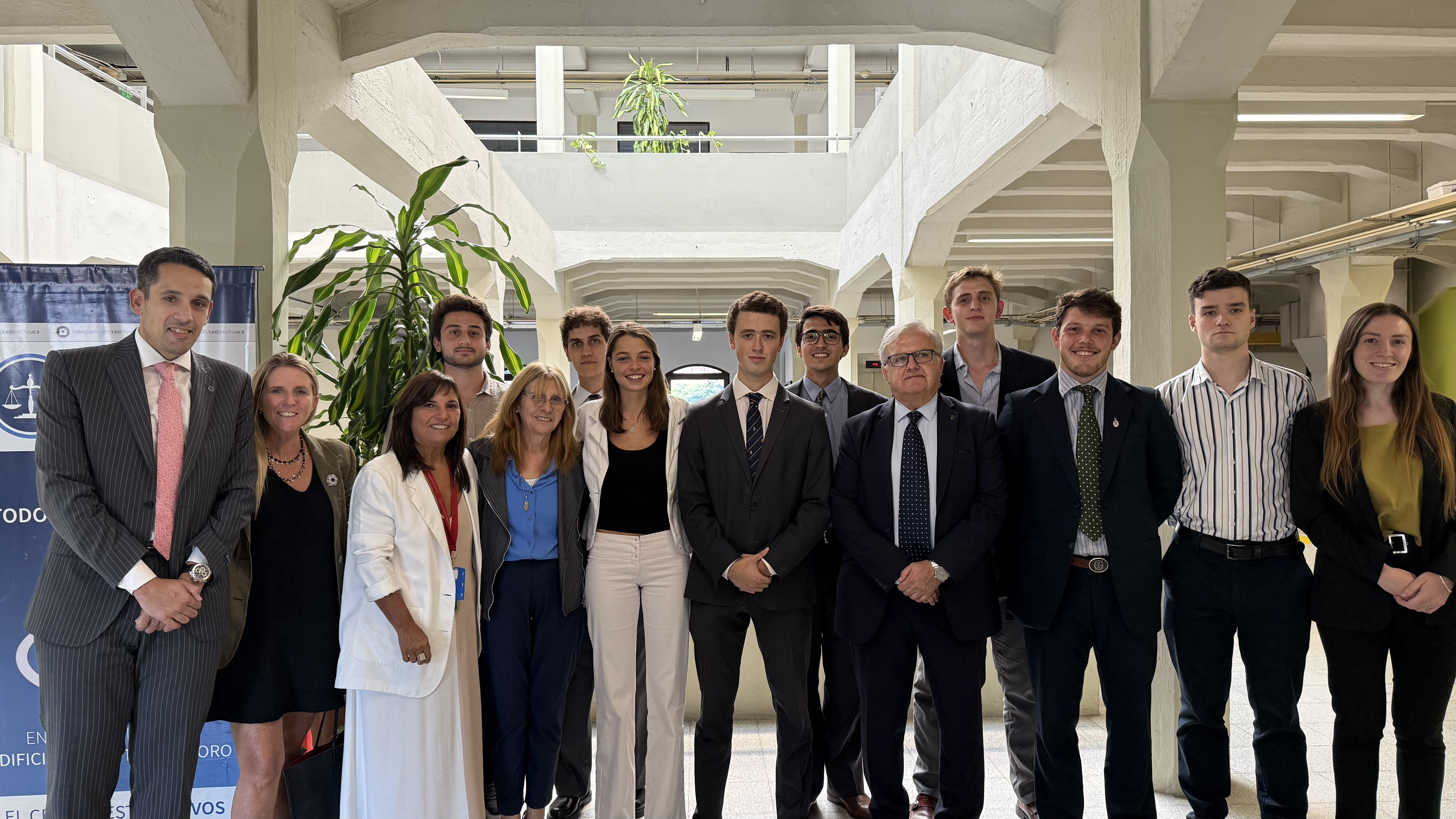
Gestión 2025, CEDUCA.

Siguiendo con las bases sentadas por las gestiones anteriores, el Centro se encuentra en permanente comunicación con la facultad, presentando diversos proyectos y peticiones, a fin de garantizar una adecuada representación del alumnado.
Asimismo, el Centro presenta fines formativos y educacionales. De tal manera, constantemente se organizan charlas de interés para los alumnos, se llevan a cabo visitas a lugares reconocidos como el Congreso de la Nación, la Legislatura Porteña y la Corte Suprema de Justicia de la Nación, se realizan cursos de formación jurídico-práctica (por ejemplo, cursos de Lex Doctor), entre otras actividades.
Además, otro de los objetivos del órgano es atender a los intereses y reclamos de los estudiantes y buscar una solución a los mismos. Por ello, se llevan a cabo reuniones mensuales con los alumnos a través del Consejo de Delegados con los representantes de cada uno de sus cursos.
Así también, la actual gestión buscará reforzar (en línea con las anteriores) el valor de la cercanía con el alumnado y un servicio efectivo para poder mejorar y contribuir a la experiencia universitaria de cada estudiante. El refuerzo y el interés por la dimensión política de los estudiantes de Derecho de la UCA es otra de las marcas distintivas del actual equipo, por la importancia que como miembros de una comunidad le asignamos al bien común. Finalmente, el refuerzo de la identidad y valores propios de la Universidad junto con un trabajo coordinado con los demás estamentos buscará como finalidad máxima el fortalecimiento de la Comunidad Universitaria.

## Gestiones

### Gestiones (desde 2009)

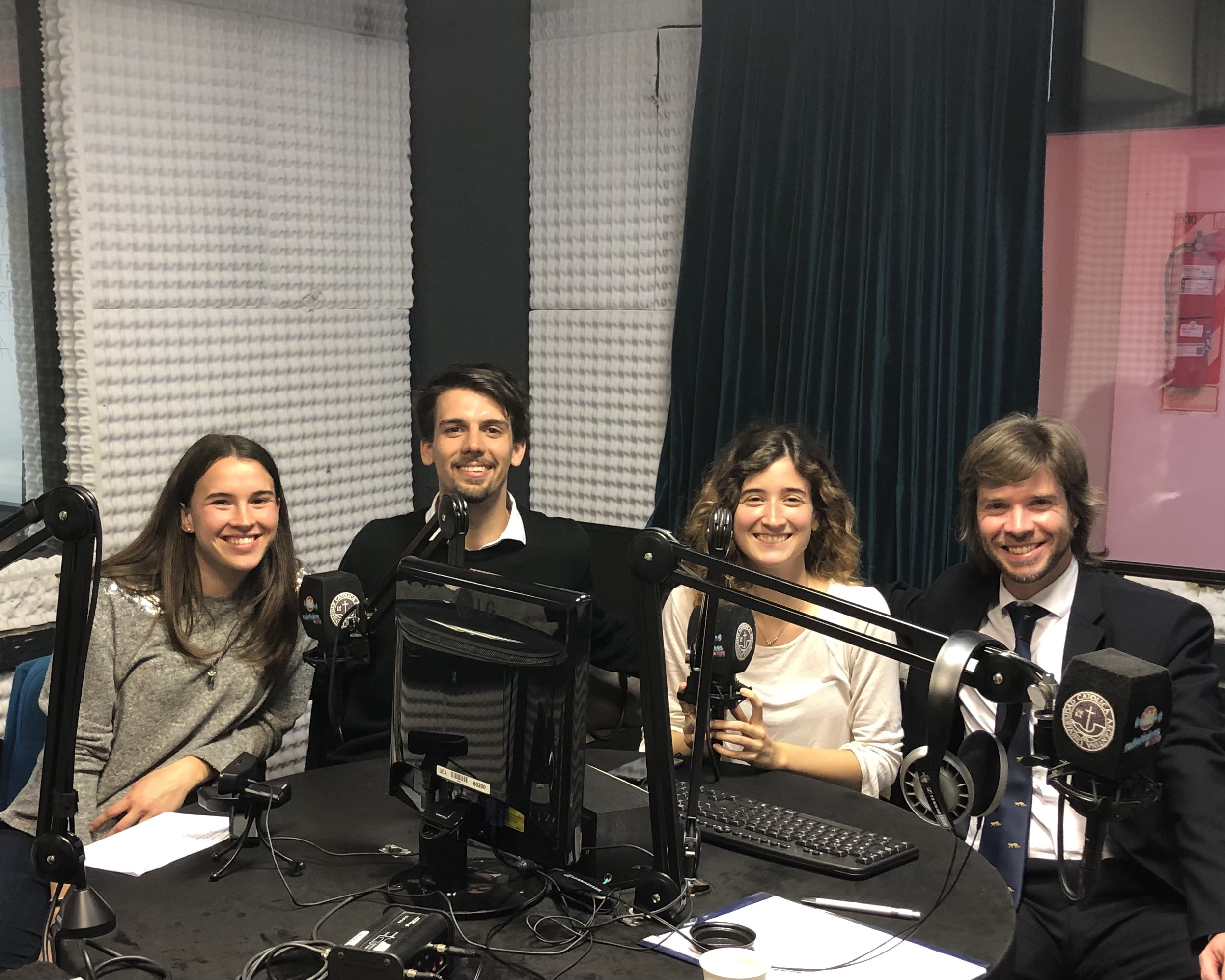
Entrevista a CEDUCA en Radiofónicos (2019).

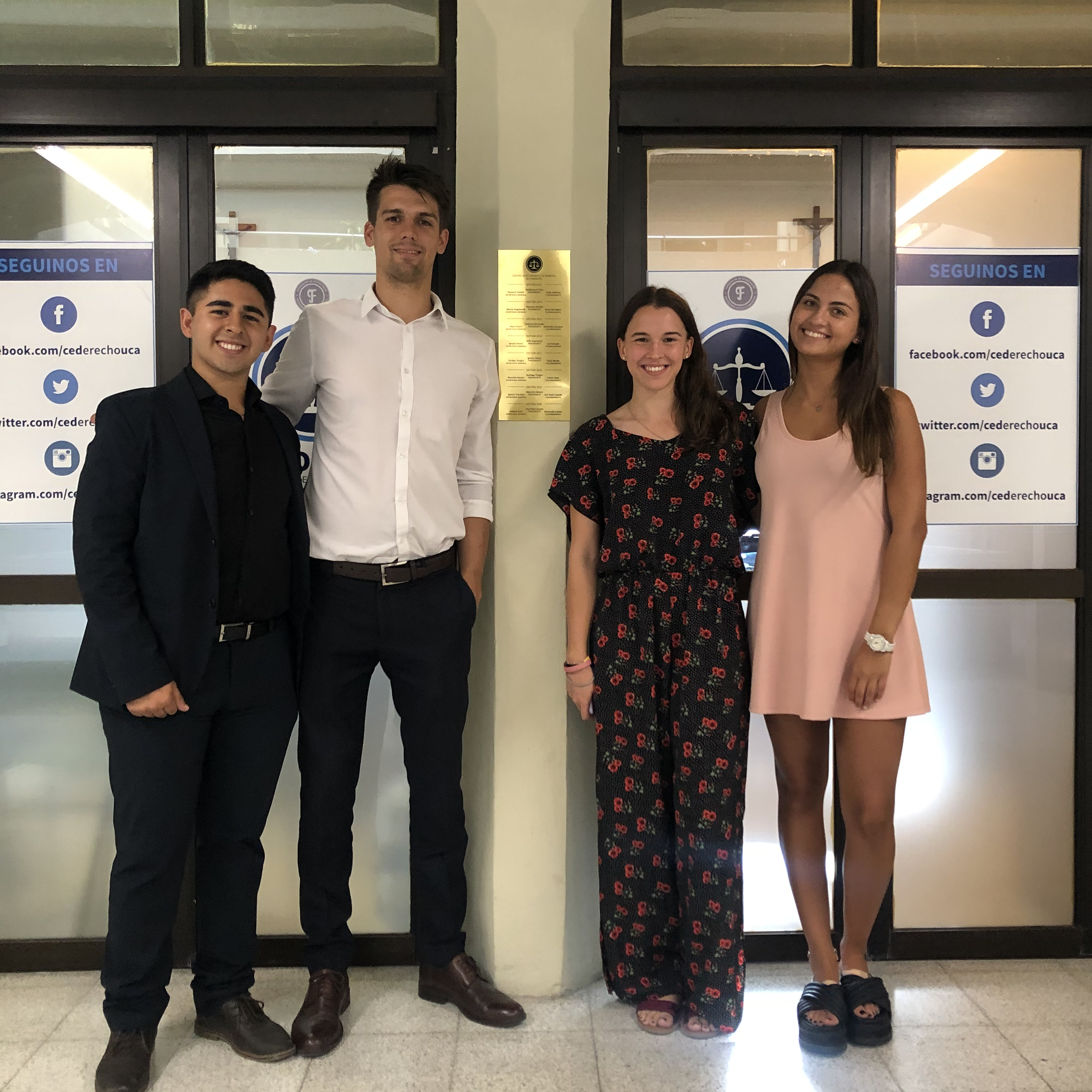
Descubrimiento de placa presidencial CEDUCA.

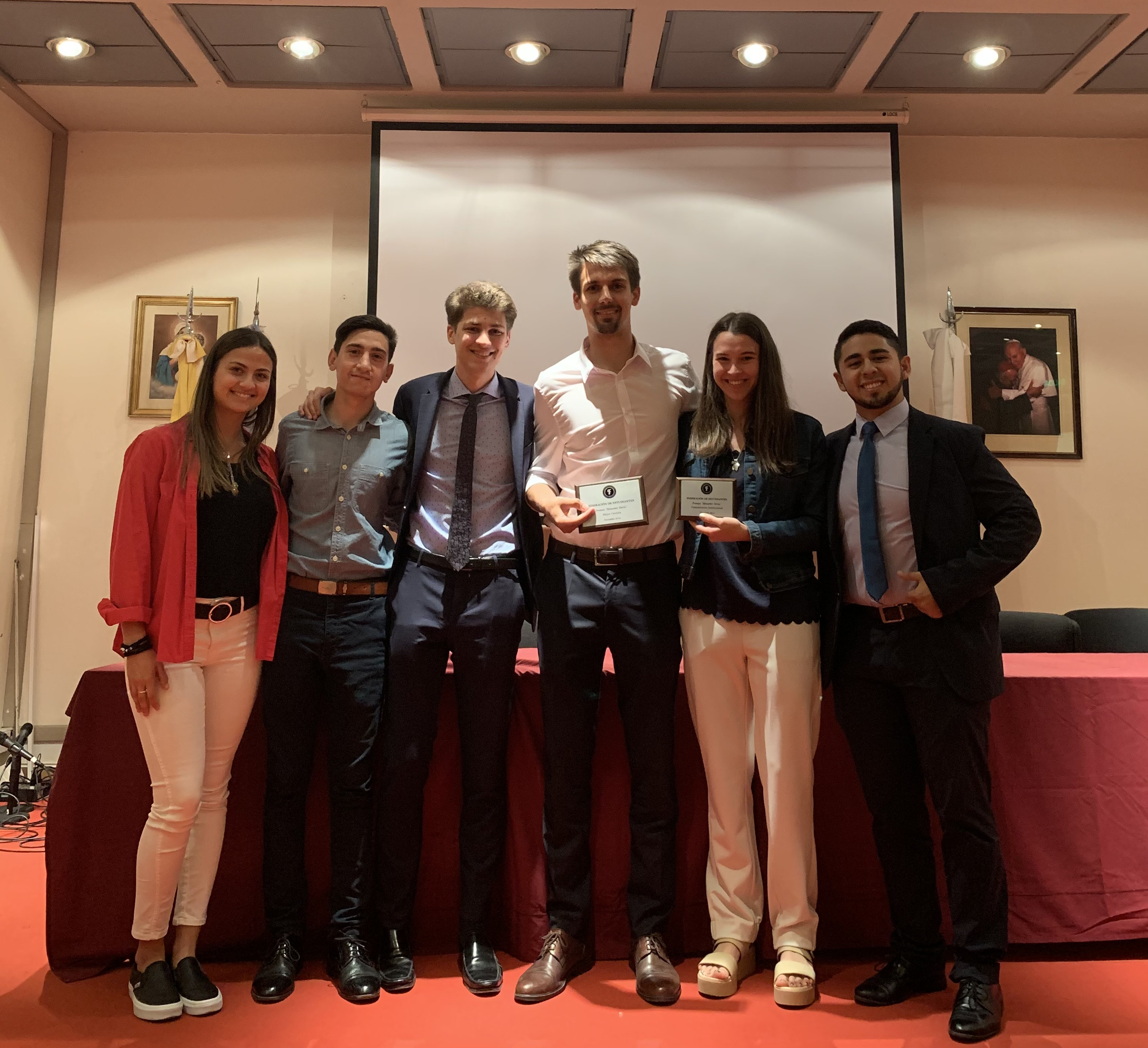
Premio Monseñor Derisi a la Mejor Gestión 2019 CEDUCA.

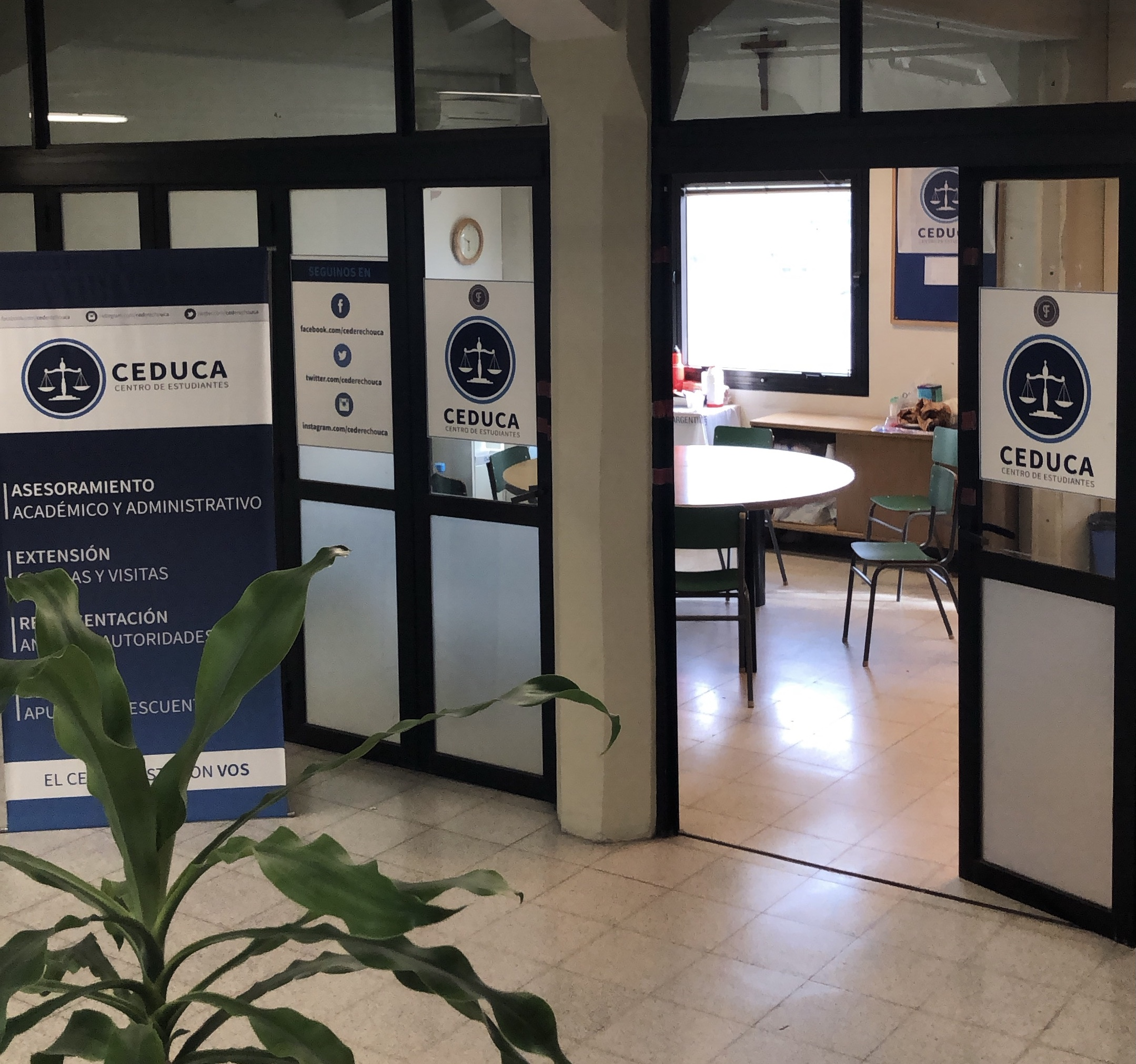
Oficina CEDUCA.

| 2009               | 2009                      |
| ------------------ | ------------------------- |
| Cargo              | Titular                   |
| Presidente         | Pablo Moamar Jalil Alaniz |
| Vicepresidente     | Felipe Videla             |
| Secretario General | Marcos de Elia            |

| 2010               | 2010                       |
| ------------------ | -------------------------- |
| Cargo              | Titular                    |
| Presidente         | Pablo Moamar Jalil Alaniz  |
| Vicepresidente     | Jimena Cáceres             |
| Secretario General | Juan Andrés Navarro Gamboa |

| 2011               | 2011              |
| ------------------ | ----------------- |
| Cargo              | Titular           |
| Presidente         | José María Grippo |
| Vicepresidente     | Ada Inés Sánchez  |
| Secretario General | Julián Astarloa   |

| 2012               | 2012                 |
| ------------------ | -------------------- |
| Cargo              | Titular              |
| Presidente         | Alberto Czernikowski |
| Vicepresidente     | Facundo José Maza    |
| Secretario General | Guillermo P. Chas    |

| 2013               | 2013               |
| ------------------ | ------------------ |
| Cargo              | Titular            |
| Presidente         | Guillermo P. Chas  |
| Vicepresidente     | Julián Astarloa    |
| Secretario General | Florencia Parietti |

| 2014               | 2014                     |
| ------------------ | ------------------------ |
| Cargo              | Titular                  |
| Presidente         | María Florencia Parietti |
| Vicepresidente     | Marcia Gogolewski        |
| Secretario General | Sonia Del Regno          |

| 2015               | 2015               |
| ------------------ | ------------------ |
| Cargo              | Titular            |
| Presidente         | Federico Fernández |
| Vicepresidente     | Antonela Lavorano  |
| Secretario General | Alexis Osorio      |

| 2016               | 2016               |
| ------------------ | ------------------ |
| Cargo              | Titular            |
| Presidente         | Sofía Guarracino   |
| Vicepresidente     | Leonardo de Anquin |
| Secretario General | Ignacio Ferrari    |

| 2017               | 2017             |
| ------------------ | ---------------- |
| Cargo              | Titular          |
| Presidente         | Ignacio Ferrari  |
| Vicepresidente     | Paula Martin     |
| Secretario General | Santiago Vinagre |

| 2018               | 2018             |
| ------------------ | ---------------- |
| Cargo              | Titular          |
| Presidente         | Santiago Vinagre |
| Vicepresidente     | Franco Dose      |
| Secretario General | Mauricio Denaro  |

| 2019               | 2019              |
| ------------------ | ----------------- |
| Cargo              | Titular           |
| Presidente         | Mauricio Denaro   |
| Vicepresidente     | Ana Paula Lysycky |
| Secretario General | Ignacio Trerotola |

| 2020               | 2020              |
| ------------------ | ----------------- |
| Cargo              | Titular           |
| Presidente         | Ana Paula Lysycky |
| Vicepresidente     | Marianela Cuevas  |
| Secretario General | Joaquín Caro      |

| 2021               | 2021                        |
| ------------------ | --------------------------- |
| Cargo              | Titular                     |
| Presidente         | Alejandro E. Pontel Tabossi |
| Vicepresidente     | Manuel Rodríguez Costi      |
| Secretario General | Ignacio Plaza de Ayala      |

| 2022               | 2022                                |
| ------------------ | ----------------------------------- |
| Cargo              | Titular                             |
| Presidente         | Ignacio Plaza de Ayala              |
| Vicepresidente     | Giulia Dorsa                        |
| Secretario General | Bruno Damiano Mazzitelli Castellano |

| 2023               | 2023                     |
| ------------------ | ------------------------ |
| Cargo              | Titular                  |
| Presidente         | Bruno D. Mazzitelli      |
| Vicepresidente     | Santiago Tomás de Lezica |
| Secretario General | Camila Montes            |